# Férfi labdarúgótorna a 2020. évi nyári olimpiai játékokon
A 2020. évi nyári olimpiai játékokon a férfi labdarúgótornát 2021. július 22. és augusztus 7. között rendezték meg. A FIFA alá tartozó nemzeti tagszövetségek kontinentális selejtezőtornákon vívhatták ki az olimpiára való kijutást. Japán a rendező jogán automatikus résztvevője volt a tornának.

## Selejtezők
| Esemény                                   | Dátum                             | Helyszín                 | Kvóta | Kvalifikált csapatok                                                          |
| ----------------------------------------- | --------------------------------- | ------------------------ | ----- | ----------------------------------------------------------------------------- |
| Rendező                                   | –                                 | –                        | 1     | Japán (JPN)                                                                   |
| 2020-as U23-as labdarúgó-Ázsia-bajnokság  | 2020. január 8–26.                | Katar                    | 3     | Ausztrália (AUS) · Szaúd-Arábia (KSA) · Dél-Korea (KOR)                       |
| 2019-es U21-es labdarúgó-Európa-bajnokság | 2019. június 16–30.               | Olaszország · San Marino | 4     | Franciaország (FRA) · Németország (GER) · Románia (ROU) · Spanyolország (ESP) |
| 2019-es OFC olimpiai selejtező            | 2019. szeptember 21. – október 5. | Fidzsi-szigetek          | 1     | Új-Zéland (NZL)                                                               |
| 2019-es U23-as labdarúgó-Afrika-bajnokság | 2019. november 8–22.              | Egyiptom                 | 3     | Egyiptom (EGY) · Elefántcsontpart (CIV) · Dél-afrikai Köztársaság (RSA)       |
| 2020-as dél-amerikai olimpiai selejtező   | 2020. január 18. – február 9.     | Kolumbia                 | 2     | Argentína (ARG) · Brazília (BRA)                                              |
| 2020-as CONCACAF olimpiai selejtező       | 2021. március 18–30.              | Mexikó                   | 2     | Honduras (HON) · Mexikó (MEX)                                                 |
| Összesen                                  |                                   |                          | 16    |                                                                               |

## Csoportkör

### Sorrend meghatározása
A csoportokban a sorrendet a következő pontok alapján állapították meg:
1. több szerzett pont az összes csoportmérkőzésen;
2. jobb gólkülönbség az összes csoportmérkőzésen;
3. több szerzett gól az összes csoportmérkőzésen;
4. több szerzett pont az azonosan álló csapatok közötti mérkőzéseken;
5. jobb gólkülönbség az azonosan álló csapatok közötti mérkőzéseken;
6. több szerzett gól az azonosan álló csapatok közötti mérkőzéseken;
7. alacsonyabb fair play pontszám (sárga lap: 1 pont, két sárga lapot követő piros lap: 3 pont, azonnali piros lap: 4 pont, sárga lap és azonnali piros lap: 5 pont);
8. sorsolás.

### A csoport
| Hely. | Csapat                        | M | Gy | D | V | G+ | G– | Gk | P | Továbbjutás |
| ----- | ----------------------------- | - | -- | - | - | -- | -- | -- | - | ----------- |
| 1.    | Japán (JPN) (R)               | 3 | 3  | 0 | 0 | 7  | 1  | +6 | 9 | Negyeddöntő |
| 2.    | Mexikó (MEX)                  | 3 | 2  | 0 | 1 | 8  | 3  | +5 | 6 | Negyeddöntő |
| 3.    | Franciaország (FRA)           | 3 | 1  | 0 | 2 | 5  | 11 | −6 | 3 |             |
| 4.    | Dél-afrikai Köztársaság (RSA) | 3 | 0  | 0 | 3 | 3  | 8  | −5 | 0 |             |

| 2021. július 22. 17:00 (10:00) |

| Mexikó (MEX)                                  | 4–1               | Franciaország (FRA)   |
| --------------------------------------------- | ----------------- | --------------------- |
| Vega 47' Córdova 55' Antuna 80' Aguirre 90+1' | (0–0) Jegyzőkönyv | Gignac 69' (11-esből) |

| Tokyo Stadium, Csófu Játékvezető: Chris Beath (ausztrál) |

| 2021. július 22. 20:00 (13:00) |

| Japán (JPN) | 1–0               | Dél-afrikai Köztársaság (RSA) |
| ----------- | ----------------- | ----------------------------- |
| Kubo 71'    | (0–0) Jegyzőkönyv |                               |

| Tokyo Stadium, Csófu Játékvezető: Jesús Valenzuela (venezuelai) |

| 2021. július 25. 17:00 (10:00) |

| Franciaország (FRA)                          | 4–3               | Dél-afrikai Köztársaság (RSA)        |
| -------------------------------------------- | ----------------- | ------------------------------------ |
| Gignac 57' 78' 86' (11-esből) Savanier 90+3' | (0–0) Jegyzőkönyv | Kodisang 53' Makgopa 73' Mokoena 82' |

| Saitama Stadium 2002, Szaitama Játékvezető: Kevin Ortega (perui) |

| 2021. július 25. 20:00 (13:00) |

| Japán (JPN)                 | 2–1               | Mexikó (MEX) |
| --------------------------- | ----------------- | ------------ |
| Kubo 6' Dóan 11' (11-esből) | (2–0) Jegyzőkönyv | Alvarado 85' |

| Saitama Stadium 2002, Szaitama Játékvezető: Artur Soares Dias (portugál) |

| 2021. július 28. 20:30 (13:30) |

| Franciaország (FRA) | 0–4               | Japán (JPN)                                |
| ------------------- | ----------------- | ------------------------------------------ |
|                     | (0–2) Jegyzőkönyv | Kubo 27' Szakai 34' Mijosi 70' Maeda 90+1' |

| Nissan Stadion, Jokohama Játékvezető: Iván Barton (salvadori) |

| 2021. július 28. 20:30 (13:30) |

| Dél-afrikai Köztársaság (RSA) | 0–3               | Mexikó (MEX)                   |
| ----------------------------- | ----------------- | ------------------------------ |
|                               | (0–2) Jegyzőkönyv | Vega 18' Romo 45+1' Martín 60' |

| Szapporo Dómu, Szapporo Játékvezető: Matthew Conger (új-zélandi) |

### B csoport
| Hely. | Csapat          | M | Gy | D | V | G+ | G– | Gk | P | Továbbjutás |
| ----- | --------------- | - | -- | - | - | -- | -- | -- | - | ----------- |
| 1.    | Dél-Korea (KOR) | 3 | 2  | 0 | 1 | 10 | 1  | +9 | 6 | Negyeddöntő |
| 2.    | Új-Zéland (NZL) | 3 | 1  | 1 | 1 | 3  | 3  | 0  | 4 | Negyeddöntő |
| 3.    | Románia (ROU)   | 3 | 1  | 1 | 1 | 1  | 4  | −3 | 4 |             |
| 4.    | Honduras (HON)  | 3 | 1  | 0 | 2 | 3  | 9  | −6 | 3 |             |

| 2021. július 22. 17:00 (10:00) |

| Új-Zéland (NZL) | 1–0               | Dél-Korea (KOR) |
| --------------- | ----------------- | --------------- |
| Wood 70'        | (0–0) Jegyzőkönyv |                 |

| Kasima Stadion, Kasima Játékvezető: Victor Gomes (dél-afrikai) |

| 2021. július 22. 20:00 (13:00) |

| Honduras (HON) | 0–1               | Románia (ROU)       |
| -------------- | ----------------- | ------------------- |
|                | (0–1) Jegyzőkönyv | Oliva 45+1' (öngól) |

| Kasima Stadion, Kasima Játékvezető: Leodán González (uruguayi) |

| 2021. július 25. 17:00 (10:00) |

| Új-Zéland (NZL)     | 2–3               | Honduras (HON)                        |
| ------------------- | ----------------- | ------------------------------------- |
| Cacace 10' Wood 49' | (1–1) Jegyzőkönyv | Palma 45+1' Obregon Jr. 78' Rivas 87' |

| Kasima Stadion, Kasima Játékvezető: Orel Grinfeld (izraeli) |

| 2021. július 25. 20:00 (13:00) |

| Románia (ROU) | 0–4               | Dél-Korea (KOR)                                                                           |
| ------------- | ----------------- | ----------------------------------------------------------------------------------------- |
|               | (0–1) Jegyzőkönyv | Marin 27' (öngól) Om Vonszang (Um Won-sang) 59' I Gangin (Lee Kang-in) 84' (11-esből) 90' |

| Kasima Stadion, Kasima Játékvezető: Jesús Valenzuela (venezuelai) |

| 2021. július 28. 17:30 (10:30) |

| Románia (ROU) | 0–0         | Új-Zéland (NZL) |
| ------------- | ----------- | --------------- |
|               | Jegyzőkönyv |                 |

| Szapporo Dómu, Szapporo Játékvezető: Kevin Ortega (perui) |

| 2021. július 28. 17:30 (10:30) |

| Dél-Korea (KOR) | 6–0               | Honduras (HON) |
| --- | ----------------- | -------------- |
| Hvang Idzso (Hwang Ui-jo) 12' (11-esből) 45+5' 52' (11-esből) Von Dudzse (Won Du-jae) 19' (11-esből) Kim Dzsinja (Kim Jin-ya) 64' I Gangin (Lee Kang-in) 82' | (3–0) Jegyzőkönyv |                |

| Nissan Stadion, Jokohama Játékvezető: Georgi Kabakov (bolgár) |

### C csoport
| Hely. | Csapat              | M | Gy | D | V | G+ | G– | Gk | P | Továbbjutás |
| ----- | ------------------- | - | -- | - | - | -- | -- | -- | - | ----------- |
| 1.    | Spanyolország (ESP) | 3 | 1  | 2 | 0 | 2  | 1  | +1 | 5 | Negyeddöntő |
| 2.    | Egyiptom (EGY)      | 3 | 1  | 1 | 1 | 2  | 1  | +1 | 4 | Negyeddöntő |
| 3.    | Argentína (ARG)     | 3 | 1  | 1 | 1 | 2  | 3  | −1 | 4 |             |
| 4.    | Ausztrália (AUS)    | 3 | 1  | 0 | 2 | 2  | 3  | −1 | 3 |             |

| 2021. július 22. 16:30 (9:30) |

| Egyiptom (EGY) | 0–0         | Spanyolország (ESP) |
| -------------- | ----------- | ------------------- |
|                | Jegyzőkönyv |                     |

| Szapporo Dómu, Szapporo Játékvezető: Adham Makhadmeh (jordán) |

| 2021. július 22. 19:30 (12:30) |

| Argentína (ARG) | 0–2               | Ausztrália (AUS)    |
| --------------- | ----------------- | ------------------- |
|                 | (0–1) Jegyzőkönyv | Wales 14' Tilio 80' |

| Szapporo Dómu, Szapporo Játékvezető: Srđan Jovanović (szerb) |

| 2021. július 25. 16:30 (9:30) |

| Egyiptom (EGY) | 0–1               | Argentína (ARG) |
| -------------- | ----------------- | --------------- |
|                | (0–0) Jegyzőkönyv | Medina 52'      |

| Szapporo Dómu, Szapporo Játékvezető: Georgi Kabakov (bolgár) |

| 2021. július 25. 19:30 (12:30) |

| Ausztrália (AUS) | 0–1               | Spanyolország (ESP) |
| ---------------- | ----------------- | ------------------- |
|                  | (0–0) Jegyzőkönyv | Oyarzabal 81'       |

| Szapporo Dómu, Szapporo Játékvezető: Bamlak Tessema Weyesa (etióp) |

| 2021. július 28. 20:00 (13:00) |

| Ausztrália (AUS) | 0–2               | Egyiptom (EGY)          |
| ---------------- | ----------------- | ----------------------- |
|                  | (0–1) Jegyzőkönyv | Rayyan 44' A. Hamdy 85' |

| Mijagi Stadion, Rifu Nézőszám: 4471 Játékvezető: Artur Soares Dias (portugál) |

| 2021. július 28. 20:00 (13:00) |

| Spanyolország (ESP) | 1–1               | Argentína (ARG) |
| ------------------- | ----------------- | --------------- |
| Merino 66'          | (0–0) Jegyzőkönyv | Belmonte 87'    |

| Saitama Stadium 2002, Szaitama Játékvezető: Ismail Elfath (amerikai) |

### D csoport
| Hely. | Csapat                 | M | Gy | D | V | G+ | G– | Gk | P | Továbbjutás |
| ----- | ---------------------- | - | -- | - | - | -- | -- | -- | - | ----------- |
| 1.    | Brazília (BRA)         | 3 | 2  | 1 | 0 | 7  | 3  | +4 | 7 | Negyeddöntő |
| 2.    | Elefántcsontpart (CIV) | 3 | 1  | 2 | 0 | 3  | 2  | +1 | 5 | Negyeddöntő |
| 3.    | Németország (GER)      | 3 | 1  | 1 | 1 | 6  | 7  | −1 | 4 |             |
| 4.    | Szaúd-Arábia (KSA)     | 3 | 0  | 0 | 3 | 4  | 8  | −4 | 0 |             |

| 2021. július 22. 17:30 (10:30) |

| Elefántcsontpart (CIV)         | 2–1               | Szaúd-Arábia (KSA) |
| ------------------------------ | ----------------- | ------------------ |
| Al-Amri 39' (öngól) Kessié 66' | (1–1) Jegyzőkönyv | al-Davszarí 44'    |

| Nissan Stadion, Jokohama Játékvezető: Matthew Conger (új-zélandi) |

| 2021. július 22. 20:30 (13:30) |

| Brazília (BRA)                        | 4–2               | Németország (GER)  |
| ------------------------------------- | ----------------- | ------------------ |
| Richarlison 7' 22' 30' Paulinho 90+5' | (3–0) Jegyzőkönyv | Amiri 57' Ache 84' |

| Nissan Stadion, Jokohama Játékvezető: Iván Barton (salvadori) |

| 2021. július 25. 17:30 (10:30) |

| Brazília (BRA) | 0–0         | Elefántcsontpart (CIV) |
| -------------- | ----------- | ---------------------- |
|                | Jegyzőkönyv |                        |

| Nissan Stadion, Jokohama Játékvezető: Ismail Elfath (amerikai) |

| 2021. július 25. 20:30 (13:30) |

| Szaúd-Arábia (KSA) | 2–3               | Németország (GER)               |
| ------------------ | ----------------- | ------------------------------- |
| Al-Najei 30' 50'   | (1–2) Jegyzőkönyv | Amiri 11' Ache 43' Uduokhai 75' |

| Nissan Stadion, Jokohama Játékvezető: Victor Gomes (dél-afrikai) |

| 2021. július 28. 17:00 (10:00) |

| Szaúd-Arábia (KSA) | 1–3               | Brazília (BRA)                  |
| ------------------ | ----------------- | ------------------------------- |
| Al-Amri 27'        | (1–1) Jegyzőkönyv | Cunha 14' Richarlison 76' 90+3' |

| Saitama Stadium 2002, Szaitama Játékvezető: Bamlak Tessema Weyesa (etióp) |

| 2021. július 28. 17:00 (10:00) |

| Németország (GER) | 1–1               | Elefántcsontpart (CIV) |
| ----------------- | ----------------- | ---------------------- |
| Löwen 73'         | (0–0) Jegyzőkönyv | Henrichs 67' (öngól)   |

| Mijagi Stadion, Rifu Nézőszám: 4294 Játékvezető: Leodán González (uruguayi) |

## Egyenes kieséses szakasz

### Ágrajz
|  |              |                        |                     |                     |       |                |                |              |               |               |               |       |       |
|  | Negyeddöntők | Negyeddöntők           | Negyeddöntők        |                     |       | Elődöntők      | Elődöntők      | Elődöntők    |               |               | Döntő         | Döntő | Döntő |
|  | Negyeddöntők | Negyeddöntők           | Negyeddöntők        |                     |       | Elődöntők      | Elődöntők      | Elődöntők    |               |               | Döntő         | Döntő | Döntő |
|  | július 31.   |                        |                     |                     |       |                |                |              |               |               |               |       |       |
|  |              |                        |                     |                     |       |                |                |              |               |               |               |       |       |
|  | B1           | Dél-Korea (KOR)        | 3                   |                     |       |                |                |              |               |               |               |       |       |
|  | B1           | Dél-Korea (KOR)        | 3                   | augusztus 3.        |       |                |                |              |               |               |               |       |       |
|  | A2           | Mexikó (MEX)           | 6                   |                     |       |                |                |              |               |               |               |       |       |
|  | A2           | Mexikó (MEX)           | 6                   |                     |       | Mexikó (MEX)   | Mexikó (MEX)   | 0 (1)        |               |               |               |       |       |
|  | július 31.   |                        |                     |                     |       | Mexikó (MEX)   | Mexikó (MEX)   | 0 (1)        |               |               |               |       |       |
|  |              |                        | Brazília (BRA)      | Brazília (BRA)      | 0 (4) |                |                |              |               |               |               |       |       |
|  | D1           | Brazília (BRA)         | Brazília (BRA)      | Brazília (BRA)      | 0 (4) | 1              |                |              |               |               |               |       |       |
|  | D1           | Brazília (BRA)         |                     |                     |       | 1              | augusztus 7.   |              |               |               |               |       |       |
|  | C2           | Egyiptom (EGY)         | 0                   |                     |       |                |                |              |               |               |               |       |       |
|  | C2           | Egyiptom (EGY)         | 0                   |                     |       | Brazília (BRA) | Brazília (BRA) | 2            |               |               |               |       |       |
|  | július 31.   |                        |                     |                     |       | Brazília (BRA) | Brazília (BRA) | 2            |               |               |               |       |       |
|  |              |                        | Spanyolország (ESP) | Spanyolország (ESP) | 1     |                |                |              |               |               |               |       |       |
|  | A1           | Japán (JPN)            | Spanyolország (ESP) | Spanyolország (ESP) | 1     | 0 (4)          |                |              |               |               |               |       |       |
|  | A1           | Japán (JPN)            | augusztus 3.        |                     |       | 0 (4)          |                |              |               |               |               |       |       |
|  | B2           | Új-Zéland (NZL)        | 0 (2)               |                     |       |                |                |              |               |               |               |       |       |
|  | B2           | Új-Zéland (NZL)        | 0 (2)               |                     |       | Japán (JPN)    | Japán (JPN)    | 0            | Bronzmérkőzés | Bronzmérkőzés | Bronzmérkőzés |       |       |
|  | július 31.   |                        |                     |                     |       | Japán (JPN)    | Japán (JPN)    | 0            | Bronzmérkőzés | Bronzmérkőzés | Bronzmérkőzés |       |       |
|  |              |                        | Spanyolország (ESP) | Spanyolország (ESP) | 1     |                |                | augusztus 6. | augusztus 6.  | augusztus 6.  |               |       |       |
|  | C1           | Spanyolország (ESP)    | Spanyolország (ESP) | Spanyolország (ESP) | 1     | 5              |                | augusztus 6. | augusztus 6.  | augusztus 6.  |               |       |       |
|  | C1           | Spanyolország (ESP)    |                     |                     |       |                |                | Mexikó (MEX) | Mexikó (MEX)  | 3             |               |       |       |
|  | D2           | Elefántcsontpart (CIV) | 2                   |                     |       |                |                | Mexikó (MEX) | Mexikó (MEX)  | 3             |               |       |       |
|  | D2           | Elefántcsontpart (CIV) | 2                   |                     |       | Japán (JPN)    | Japán (JPN)    | 1            |               |               |               |       |       |
|  |              |                        |                     |                     |       | Japán (JPN)    | Japán (JPN)    | 1            |               |               |               |       |       |

### Negyeddöntők
| 2021. július 31. 17:00 (10:00) |

| Spanyolország (ESP)                                     | 5–2 (h. u.)                 | Elefántcsontpart (CIV)  |
| ------------------------------------------------------- | --------------------------- | ----------------------- |
| Olmo 30' Mir 90+3' 117' 120+1' Oyarzabal 98' (11-esből) | (1–1, 2–2, 3–2) Jegyzőkönyv | Bailly 10' Gradel 90+1' |

| Mijagi Stadion, Rifu Nézőszám: 5526 Játékvezető: Jesús Valenzuela (venezuelai) |

| 2021. július 31. 18:00 (11:00) |

| Japán (JPN)                  | 0–0 (h. u.) | Új-Zéland (NZL)            |
| ---------------------------- | ----------- | -------------------------- |
|                              | Jegyzőkönyv |                            |
| Büntetőpárbaj                |             |                            |
| Ueda Itakura Nakajama Josida | 4–2         | Wood Cacace Lewis McCowatt |

| Kasima Stadion, Kasima Játékvezető: Ismail Elfath (amerikai) |

| 2021. július 31. 19:00 (12:00) |

| Brazília (BRA) | 1–0               | Egyiptom (EGY) |
| -------------- | ----------------- | -------------- |
| Cunha 37'      | (1–0) Jegyzőkönyv |                |

| Saitama Stadium 2002, Szaitama Játékvezető: Chris Beath (ausztrál) |

| 2021. július 31. 20:00 (13:00) |

| Dél-Korea (KOR)                                                       | 3–6               | Mexikó (MEX)                                                   |
| --------------------------------------------------------------------- | ----------------- | -------------------------------------------------------------- |
| I Donggjong (Lee Dong-gyeong) 20' 51' Hvang Idzso (Hwang Ui-jo) 90+1' | (1–3) Jegyzőkönyv | Martín 12' 54' Romo 30' Córdova 39' (11-esből) 63' Aguirre 84' |

| Nissan Stadion, Jokohama Játékvezető: Orel Grinfeld (izraeli) |

### Elődöntők
| 2021. augusztus 3. 17:00 (10:00) |

| Mexikó (MEX)              | 0–0 (h. u.) | Brazília (BRA)                     |
| ------------------------- | ----------- | ---------------------------------- |
|                           | Jegyzőkönyv |                                    |
| Büntetőpárbaj             |             |                                    |
| Aguirre Vásquez Rodríguez | 1–4         | Alves Martinelli Guimarães Reinier |

| Kasima Stadion, Kasima Játékvezető: Georgi Kabakov (bolgár) |

| 2021. augusztus 3. 20:00 (13:00) |

| Japán (JPN) | 0–1 (h. u.)                 | Spanyolország (ESP) |
| ----------- | --------------------------- | ------------------- |
|             | (0–0, 0–0, 0–0) Jegyzőkönyv | Asensio 115'        |

| Saitama Stadium 2002, Szaitama Játékvezető: Kevin Ortega (perui) |

### Bronzmérkőzés
| 2021. augusztus 6. 18:00 (11:00) |

| Mexikó (MEX)                                | 3–1               | Japán (JPN) |
| ------------------------------------------- | ----------------- | ----------- |
| Córdova 13' (11-esből) Vásquez 22' Vega 58' | (2–0) Jegyzőkönyv | Mitoma 78'  |

| Saitama Stadium 2002, Szaitama Játékvezető: Bamlak Tessema Weyesa (etióp) |

### Döntő
| 2021. augusztus 7. 20:30 (13:30) |

| Brazília (BRA)          | 2–1 (h. u.)                 | Spanyolország (ESP) |
| ----------------------- | --------------------------- | ------------------- |
| Cunha 45+2' Malcom 108' | (1–0, 1–1, 1–1) Jegyzőkönyv | Oyarzabal 61'       |

| Nissan Stadion, Jokohama Játékvezető: Chris Beath (ausztrál) |

## Gólszerzők
5 gólos
- Richarlison

4 gólos
- André-Pierre Gignac
- Sebastián Córdova
- Hvang Idzso (Hwang Ui-jo)

3 gólos
- Matheus Cunha
- Kubo Takefusza
- Henry Martín
- Alexis Vega
- I Gangin (Lee Kang-in)
- Rafa Mir
- Mikel Oyarzabal

2 gólos
- Ragnar Ache
- Nadiem Amiri
- Eduardo Aguirre
- Luis Romo
- Chris Wood
- Sami Al-Najei
- I Donggjong (Lee Dong-gyeong)

1 gólos
- Tomás Belmonte
- Facundo Medina
- Marco Tilio
- Lachlan Wales
- Malcom
- Paulinho
- Amar Hamdy
- Ahmed Yasser Rayyan
- Téji Savanier
- Eduard Löwen
- Felix Uduokhai
- Juan Carlos Obregón Jr.
- Luis Palma
- Rigoberto Rivas
- Eric Bailly
- Max Gradel
- Franck Kessié
- Dóan Ricu
- Maeda Daizen
- Mitoma Kaoru
- Mijosi Kódzsi
- Szakai Hiroki
- Roberto Alvarado
- Uriel Antuna
- Johan Vásquez
- Liberato Cacace
- Abdulelah Al-Amri
- Szálem al-Davszarí
- Kobamelo Kodisang
- Evidence Makgopa
- Teboho Mokoena
- Kim Dzsinja (Kim Jin-ya)
- Om Vonszang (Um Won-sang)
- Von Dudzse (Won Du-jae)
- Marco Asensio
- Mikel Merino
- Dani Olmo

1 öngólos
- Benjamin Henrichs (Elefántcsontpart ellen)
- Elvin Oliva (Románia ellen)
- Marius Marin (Dél-Korea ellen)
- Abdulelah Al-Amri (Elefántcsontpart ellen)

## Végeredmény
| Helyezés | Csapat                        |
| -------- | ----------------------------- |
| Arany    | Brazília (BRA)                |
| Ezüst    | Spanyolország (ESP)           |
| Bronz    | Mexikó (MEX)                  |
| 4.       | Japán (JPN)                   |
| 5.       | Dél-Korea (KOR)               |
| 6.       | Új-Zéland (NZL)               |
| 7.       | Elefántcsontpart (CIV)        |
| 8.       | Egyiptom (EGY)                |
| 9.       | Németország (GER)             |
| 10.      | Argentína (ARG)               |
| 11.      | Románia (ROU)                 |
| 12.      | Ausztrália (AUS)              |
| 13.      | Franciaország (FRA)           |
| 14.      | Honduras (HON)                |
| 15.      | Szaúd-Arábia (KSA)            |
| 16.      | Dél-afrikai Köztársaság (RSA) |